# Mudgal(Rural), Lingsugur
Mudgal(Rural) là một làng thuộc tehsil Lingsugur, huyện Raichur, bang Karnataka, Ấn Độ.